# اچ‌ام‌اس فینیستر (دی۵۵)
اچ‌ام‌اس فینیستر (دی۵۵) (به انگلیسی: HMS Finisterre (D55)) یک کشتی بود که طول آن ۳۷۹ فوت (۱۱۶ متر) بود. این کشتی در سال ۱۹۴۴ ساخته شد.